# Dercas verhuelli
Dercas verhuelli is een vlindersoort uit de familie van de Pieridae (witjes), onderfamilie Coliadinae.
Dercas verhuelli werd in 1839 beschreven door van der Hoeven.